# Manne Lindhagen (läkare)
Fredrik Emanuel (Manne) Lindhagen, född 22 augusti 1868 i Adolf Fredriks församling, Stockholm, död 26 maj 1936 i S:t Matteus församling, Stockholm, var en svensk läkare. Han var son till Georg Lindhagen och far till Nils Lindhagen.
Lindhagen blev vid Karolinska institutet i Stockholm medicine kandidat 1898 och medicine licentiat 1907. Han var därefter biträdande överläkare vid Söderby tuberkulossjukhus och överläkare vid tuberkulosavdelningen på Sankt Görans sjukhus i Stockholm från 1914.
Lindhagen var en av banbrytarna för antituberkulosarbetet i Sverige och föreståndare för Stockholms stads tuberkulosbyrå under dess första verksamhetstid.  Han var sekreterare respektive ordförande under många år i Svenska sanatorieläkarföreningen, Sveriges representant i styrelsen för Nordiska tuberkulosläkarföreningen, ordförande i Stockholms läkarförening, medlem av Sveriges läkarförbunds centralstyrelse och medredaktör för Svenska Läkartidningen, medlem av arméförvaltningens sjukvårdsstyrelses vetenskapliga råd och av överstyrelsen för Oscar II:s jubileumsfond.
Lindhagen utgav 1910 det grundläggande arbetet Om tuberkulosens bekämpande medelst dispensärer.  Han ägnade även ingående studier åt sjukkassefrågan och frågan om allmän sjukförsäkring. Han promoverades till medicine hedersdoktor i Uppsala 1927. Lindhagen är begravd på Norra begravningsplatsen utanför Stockholm.